# 자기 저장

하드 디스크의 두 종류의 쓰기 헤드.

자기 저장(Magnetic storage)은 강자성 박막의 미소 자구의 자화(magnetization)의 방향을 좌우로 평행 또는 반평행하게 제어하여 기록하고 거기에서 나오는 자기장의 변화를 감지하여 기록된 정보를 재생하는 저장 방식이다.

## 역사
와이어 기록 형태의 녹음용 자기 스토리지는 1888년 9월 8일 《일렉트리컬 월드》(Electrical World)라는 발간물에서 오벌린 스미스에 의해 공론화되었다.

## 같이 보기
- 자기, 자화